# NGC 529
NGC 529 é uma galáxia elíptica (E-S0) localizada na direcção da constelação de Andromeda. Possui uma declinação de +34° 42' 47" e uma ascensão recta de 1 horas, 25 minutos e 40,2 segundos.
A galáxia NGC 529 foi descoberta em 1827 por John Herschel.